# Frankie Brady
Frankie Brady is een personage uit de soapserie Days of our Lives. De rol werd door Billy Warlock gespeeld van juli 1986 tot oktober 1988, van november 1990 tot juli 1991 en opnieuw van 26 juni 2005 tot 24 november 2006. In 1990 werd de rol gespeeld door Christopher Saavedra in een flash-back scène.

## Personagebeschrijving

### 1986-1988
Frankie kwam in 1986 naar Salem met zijn kleine broertje Max. Ze waren eigenlijk niet verwant en waren op de vlucht voor Max' vader Trent. Shawn en Caroline Brady besloten hen in huis te nemen en adopteerden hen. Op school ontmoette Frankie Jennifer Horton en de twee werden al snel een koppel. Jennifers vader Bill Horton keurde de relatie af, maar dat hield hen niet tegen. Toen Jennifer ontdekte dat zowel haar moeder als haar grootmoeder schizofreen waren verbrak ze de relatie uit angst dat ze dit ooit zou doorgeven aan een van haar kinderen. Eve Donovan was verliefd op Frankie, maar hij had een flirt met Paula Carson. Nadat Frankie en Jennifer zich verzoenden vertelde Eve Jennifer over Paula, wat voor problemen zorgde met Frankie. Eind 1988 verliet hij Salem.

### 1990-1991
In 1990 werd Frankie ontvoerd door Lawrence Alamain en kwam aan het licht dat zijn echte naam François Von Leuschner was en dat hij de broer was van Katerina Von Leuschner, de beloofde bruid van Lawrence, die ook in Salem woonde onder de naam Carly Manning. Lawrence wilde Frankie enkel vrijlaten als Carly haar familiefortuin afstond en haar relatie met Bo Brady beëindigde. Intussen nam Lawrence ook Jack Deveraux gevangen en plaatste hem in de cel langs Frankie. Jack kon echter ontsnappen en bevrijdde ook Frankie. Het bleek dat Frankie nog steeds gevoelens had voor Jennifer, maar toen hij zag dat ze verliefd was op Jack liet hij zijn gevoelens varen.
Dan kreeg Frankie gevoelens voor Eve, maar omdat zij egoïstisch was kon hij zich niet aan haar binden. Eve vroeg Frankie ten huwelijk, maar hij wees haar af. Nadat Eve verdacht werd van de moord op Nick Corelli vluchtte ze uit Salem, maar Frankie achtervolgde haar en kon haar overtuigen om terug te keren. In 1991 gingen Frankie & Eve en Jack & Jennifer op een trein waarop het wapen waarmee Johnny Corelli zijn broer Nick vermoord had verstopt had. Toen ze het wapen vonden ontkoppelde Johnny de wagon waarin ze zaten en ze ontspoorden in een bergpas in een bos. Ze gingen uit elkaar om een uitweg te zoeken. Eve kwam een jonge vrouw, Molly Brinker, tegen die haar een uitweg liet zien. Eve deed nu alsof ze zelf de uitweg gevonden had. Iedereen werd door een helikopter gered, maar Eve werd zwaargewond toen ze van de ladder om in de helikopter te klimmen viel.
Eve werd als een heldin ontvangen in Salem totdat Molly opdook en de ware toedracht vertelde. Frankie had aan Eve gezegd dat hij van haar hield, maar toen hij vernam dat Eve gelogen had over hun redding nam hij opnieuw afstand. Dan werd Frankie gevraagd om voor een liefdadigheidsorganisatie in Afrika te komen werken. Eve, die nog steeds stapel was op Frankie gaf alles op in Salem en ging samen met Frankie naar Afrika.

### 2005-2006
In 2005 keerde Frankie samen met Max terug naar Salem. Ze trokken in in het appartement boven de garage van Jack en Jennifer en het werd duidelijk dat Frankie nog steeds gevoelens had voor Jennifer. Frankie was bezorgd om Max die een relatie begon met hun nicht, Chelsea Benson. Jack vertelde Frankie dat hij stervende was en dat hij wilde dat Frankie voor Jennifer zou zorgen als hij dood was. Hij probeerde Jack ervan te overtuigen om Jennifer over zijn ziekte te vertellen, maar dat wilde hij niet om hen te sparen.
Tijdens de winter van 2005 verdween Jack en iedereen dacht dat hij dood was nadat zijn auto werd gevonden, die over een dijk was gegaan in een rivier, zijn lijk werd echter niet gevonden. Frankie twijfelde of hij zich over Jennifer moest ontfermen of dat ze het verdriet zelf moest verwerken, met de hulp van haar familie. Hij verkoos uiteindelijk het laatste en wilde Salem verlaten, maar nadat hij op ijs viel brak hij zijn been en moest gedwongen in Salem blijven. Hij en Jennifer rouwden samen om Jack en de twee groeiden dichter naar elkaar toe.
In de zomer van 2006 besloten Jennifer en Frankie te trouwden. Intussen werd voor de kijker duidelijk dat Jack nog niet dood was maar zijn dood in scène had gezet om rustig te sterven in een privé-hospitaal. Daar vond hij zijn broer Steve Johnson, die al sinds 1990 werd dood gewaand en aan geheugenverlies leed. Ze overtuigden elkaar om terug naar Salem te gaan en ze verstoorden de huwelijksceremonie van Frankie en Jennifer.
Tijdens de volgende maanden woonden Jennifer, Jack en Frankie samen en Frankie deed alles wat hij kon om een geneesmiddel te vinden om Jack te redden. Jennifer werd inmiddels verscheurd tussen haar oude gevoelens voor Jack en haar nieuwe verbintenis met Frankie. Jack werd uiteindelijk genezen en hij en Jennifer werden weer verliefd op elkaar. Frankie begreep dit en wist dat Jack de nummer één was van Jennifer en hij wilde dat ze gelukkig was.
In september 2006 nam Jack en Jennifer een job aan in Londen en lieten Salem achter zich. Frankie bleef nog even en hielp als advocaat aan enkele zaken, maar zijn verhaallijn was opgedroogd en daardoor verdween ook hij uit Salem. Momenteel werkt hij voor een advocatenkantoor in Washington D.C..